# セックスレス夫婦
セックスレス夫婦（セックスレスふうふ）とは、長期間セックスをしていない夫婦のことをいう。単純に「セックスレス」とも呼ばれる。日本性科学会による定義では、「特殊な事情が認められないのにもかかわらず、カップルの合意した性交あるいはセクシュアル・コンタクトが1か月以上もなく、その後も長期にわたることが予想される場合」を指す。
2004年度の厚生労働省と日本家族計画協会の共同調査によると、先述の定義に照らした場合、日本の夫婦の32%がセックスレスで、1年以上性交渉のない夫婦は全夫婦の2割である。玄田有史や斎藤珠里は、個々の夫婦の問題であるというとらえ方の他に、日本人の労働環境が深く関わると述べる。
アメリカ合衆国においては性交渉が1年に10回を下回る夫婦をセックスレスとし、20%の夫婦が当てはまる。